# Jeff Allen (jugador de fútbol americano, nacido en 1948)
Jeffrey Allen (Chicago, 27 de agosto de 1948) es un exjugador de fútbol americano estadounidense en las posiciones de running back y defensive back que jugó una temporada en la National Football League (NFL) para los St. Louis Cardinals. Jugó fútbol americano universitario para los Central Dutch y Iowa State Cyclones y fue seleccionado en la ronda 13 del Draft de la NFL de 1971 por los Cardinals. Estuvo lesionado durante la mayor parte de su temporada de novato, solo jugó un partido y se perdió la temporada siguiente debido a una lesión antes de ser liberado a principios de 1973.

## Primeros años y educación
Allen nació el 27 de agosto de 1948 en Chicago, Illinois. Asistió a la escuela secundaria Wendell Phillips Academy en Chicago y le retiraron su número (22) al graduarse. Además de jugar fútbol americano en la escuela, Allen también fue miembro de su equipo de baloncesto. Asistió a Central College en Iowa durante un año, 1967, siendo uno de los mejores corredores de su equipo de fútbol, con actuaciones que incluyeron registrar 284 yardas en un juego.
Allen fue transferido para jugar en la Universidad Estatal de Iowa en 1968, jugando de lateral y siendo el segundo receptor abierto de los Cyclones en la tabla de profundidad, así como uno de sus especialistas en devoluciones.En el primer juego de la temporada, tuvo el touchdown más largo del equipo, anotando desde 32 yardas en una carrera. Su «habilidad para trepar por pequeños agujeros» le valió el apodo de Rat («Rata») por parte de sus compañeros de equipo.
Allen terminó su primera temporada con los Cyclones como su máximo anotador de touchdown con 11 y también lideró la nación y estableció un récord de la Conferencia Big 8 con 21 devoluciones de patada kickoff para 599 yardas, siendo nombrado el estudiante de segundo año del año de la conferencia. Ofensivamente, corrió el balón 57 veces para 309 yardas y atrapó 17 pases para 277 yardas. Fue titular en 16 partidos consecutivos para el equipo durante las temporadas de 1968 y 1969 antes de perderse un partido en noviembre de 1969 contra Oklahoma debido a una lesión. Totalizó 24 acarreos para 59 yardas y 17 recepciones para 149 yardas en la temporada de 1969. En su último año en 1970, Allen pasó a jugar como esquinero. Terminó su período de tres años en Iowa State como el líder en devolución de patadas de todos los tiempos con 1,549 yardas.

## Carrera profesional
Allen fue seleccionado en la ronda 13 (329 en general) del Draft de la NFL de 1971 por los St. Louis Cardinals. Si bien muchos jugadores de Iowa State han sido seleccionados en el draft, él se convirtió en uno de los dos únicos alumnos de Central College en ser elegidos; el otro, Vern Den Herder, también fue seleccionado en el draft de 1971. Firmó su contrato de novato a finales de junio. El 3 de agosto, fue colocado en la lista de reserva después de contraer una enfermedad mientras estaba en el campo de entrenamiento. Después de recuperarse, Allen fue activado el 2 de noviembre y enviado al escuadrón de taxis.
Allen fue activado del equipo de taxis para el partido de la semana 14 de los Cardinals contra los Dallas Cowboys. Aunque era esquinero, Allen fue convocado para jugar como corredor, su posición original en la universidad, debido a lesiones de otros jugadores en la posición. Hizo su debut en la NFL contra Dallas, pero no registró estadísticas en la derrota 31-12. Este sería el único partido de su carrera, ya que posteriormente sufrió una lesión en la pierna, se perdió toda la temporada de 1972 después de ser colocado en la reserva de lesionados y fue liberado en julio de 1973 después de fallar un examen físico. Después de su salida de la NFL, Allen pasó a jugar fútbol de ligas menores con los Lake County Rifles.